# 1936 en philosophie
Chronologie de la philosophie
- 1932
- 1933
- 1934
- 1935
- 1936
- 1937
- 1938
- 1939
- 1940

L’année 1936 a été marquée, en philosophie, par les événements suivants :

## Publications
- L'Imagination, de Jean-Paul Sartre.
- La Transcendance de l'Ego, de Jean-Paul Sartre.

### Rééditions
- Blaise Pascal :  Œuvres complètes, texte établi, présenté et annoté par Jacques Chevalier. Bibliothèque de la Pléiade. Éditions Gallimard, 1936-1998.
- Thomas More :  Œuvres choisies, trad. et annot. par Marie Delcourt, Renaissance du Livre, 1936.

## Décès
- 8 mai : Oswald Spengler, philosophe allemand, né en 1880.
- 22 juin : Moritz Schlick, assassiné par un de ses étudiants